# 斯陶拉基奥斯
斯陶拉基奥斯（希臘語：Σταυράκιος，？—812年1月11日）也作斯达乌拉西乌斯，是一位拜占庭帝国皇帝（811年7月26日～811年10月2日在位）。811年7月26日，斯陶拉基奥斯与父亲尼基弗鲁斯一世在普利斯卡战役中被保加尔人围困并被击败，尼基弗鲁斯一世战死，他身负重伤侥幸逃至亚得里亚堡，并继承了皇位。但是此时，斯陶拉基奥斯奄奄一息，无法正常履行皇帝职责。10月2日，斯陶拉基奥斯被迫让位给其妹夫，宫廷总管米海尔·朗加比（Michael Rhangabe），是為米海尔一世。随后隐退到修道院，直至去世。